# فيرسونيه (أين)
فيرسونيه (بالفرنسية: Versonnex)‏ هي بلدية فرنسية تقع في إقليم الأين في فرنسا. رمز إنسي لها هو:1435. أما الرمز البريدي لها فهو: 1210.